# 펠리피 길례르미 산투스 폰세카
펠리피 길례르미 산투스 폰세카(포르투갈어: Felipe Guilherme Santos Fonseca, 2003년 5월 24일~)는 브라질의 축구 선수이다.

## 참고 문헌
- “펠리피 길례르미 산투스 폰세카”. 《경남 FC》. 경남도민프로축구단.